# Pretty Yende
Pretty Yende est une artiste lyrique sud-africaine, née le 6 mars 1985 à Piet Retief.

## Biographie
Pretty Yende naît en 1985, alors que le gouvernement sud-africain applique encore la politique d'apartheid. Elle grandit dans le township de Thandukukhanya, à Piet Retief, une ville de la province du Transvaal. La jeune fille découvre l'opéra grâce à un spot publicitaire illustré par le Duo des fleurs de Léo Delibes,. À l'âge de seize ans, elle remporte un concours de chant, ce qui lui permet de passer une audition au Collège de musique d'Afrique du Sud (en), qui dépend de l'université du Cap.
En 2009, elle est récompensée dans les concours internationaux Hans Gabor Belvedere et Montserrat Caballe. Elle interprète Clara, le personnage chantant Summertime dans Porgy and Bess de George Gershwin, au cours d'une tournée au Royaume-Uni de l'Opéra du Cap (en). L'année suivante, elle décroche le premier prix du concours international de bel canto Vincenzo Bellini. Pretty Yende étudie durant trois ans à l'académie lyrique de La Scala auprès de Mirella Freni,. Elle y interprète les rôles de Bérénice et Musetta dans les opéras de Rossini L'occasione fa il ladro et Puccini La Bohème, ainsi que Norina dans Don Pasquale de Gaetano Donizetti. En 2011, la soprano remporte le premier prix du concours de chant Operalia,. Elle reçoit également le prix Siola d'oro,.
En janvier 2013, Pretty Yende chante pour la première fois au Metropolitan Opera de New York. Elle est appelée un mois avant le début des représentations afin de remplacer Nino Machaidze, qui devait interpréter le rôle d'Adèle dans l'opéra Le Comte Ory de Rossini. La même année, elle donne un récital à Wigmore Hall. Elle figure dans la liste des « 100 World Class South Africans » établie par l'hebdomadaire City Press. En 2014, elle est nommée dans la catégorie « jeunes chanteurs » des International Opera Awards. Pour son retour au Metropolitan Opera, elle interprète Pamina dans La Flûte enchantée de Mozart. Elle donne son premier récital new-yorkais à Carnegie Hall et se produit également au Kennedy Center de Washington. Elle interprète le rôle de Rosina dans Il Barbiere di Siviglia à l'Opéra Bastille à Paris en février 2016. Puis elle joue le rôle-titre de Lucia di Lamermoor de Gaetano Donizetti, toujours à l'Opéra Bastille, en octobre et novembre 2016, rôle dans lequel elle triomphe, déclenchant des standing ovations à chaque représentation après l'air de la folie.
Pretty Yende revient en 2019 à l'Opéra de Paris, pour y interpréter le rôle principal de La traviata de Giuseppe Verdi mis en scène par Simon Stone. Lors de l'avant-première réservée au moins de 28 ans, le 12 septembre 2019, elle reçoit une standing-ovation.
En 2020, elle est à nouveau à l'Opéra Bastille : elle est Manon dans l'opéra de Jules Massenet. À cause de la fermeture des salles de spectacles lors du confinement de mars 2020, elle ne donnera qu'une seule représentation, sans public, capté et retransmis en vidéo par l'Opéra de Paris.
En juin 2021, la soprano sud-africaine se dit victime de brutalités policières à l’aéroport de Roissy-Charles-de-Gaulle alors qu'elle se rend au Théâtre des Champs-Élysées où elle se produit dans La Somnambule de Bellini, mise en scène par Rolando Villazon. Le 14 juillet 2021, elle interprète l'air Salut à la France de La Fille du régiment au concert de Paris. Elle se produit le 6 mai 2023, à l’abbaye de Westminster pour le Couronnement de Charles III et de Camilla Parker Bowles. Le 7 décembre 2024, à la cérémonie de réouverture de Notre-Dame de Paris à la suite de la rénovation de l'édifice après l'incendie de 2019, elle interprète le cantique Amazing Grace là encore face aux chefs d’Etat du monde entier.

## Distinctions
En 2013, le président sud-africain Jacob Zuma remet à la soprano la médaille d'argent de l'ordre de l'Ikhamanga. Elle est distinguée pour sa réussite sur le plan international.
En 2018, elle reçoit un International Opera Award dans la catégorie « prix des lecteurs » (2018).

## Discographie

### Cds
- A Journey Arie Da Opere Di Rossini, Donizetti, Bellini (2016); Classical,Opera,Vari; (ASIN B01GTA279G)
- Dreams ; Sony Classical; (ASIN B074MVS22P)

### DVD
- Ricciardo e Zoraide (2019); Unitel; ASIN :  B07VJWY5WV et ASIN :  B07VHY4TTW pour la version BlueRay

### Autres
- Manon enregistrée à l'Opéra de Paris et exclusivement visible sur Medici.tv (abonnement requis). « Manon, c'est celle qui, un jour dans la rue, lève le nez vers le premier étage, voit une fenêtre éclairée et à travers cette fenêtre voit toute une vie […] et tout d'un coup, elle veut cette vie là, tout de suite […] et pour cela, elle est prête pratiquement à tout », explique Vincent Huguet à propos de sa mise en scène de la Manon de Massenet. En actualisant le célèbre roman de l’Abbé Prévost, il nous montre mieux que jamais que Manon, c'est nous avec nos désirs, nos envies et une vie facile.
- La Traviata enregistrée à l'Opéra de Paris et visible exclusivement sur Medici.tv[24] (abonnement requis).